# بوبي موفات
بوبي موفات (بالإنجليزية: Bob Moffat)‏ (7 أكتوبر 1945 في المملكة المتحدة - ) هو لاعب كرة قدم بريطاني في مركز الوسط. لعب مع نادي بورتسموث ونادي غيلينغهام ونادي مارغيت ويوفل تاون ودالاس تورنايدو ونادي تشيلمسفورد ونادي ويموث وWaterlooville F.C. ‏.